# Годешич
Годешич (словен. Godešič) је насељено место у општини Шкофја Лока, Горењска регија, Словенија.

## Историја
До територијалне реорганизације у Словенији био је у саставу старе општине Шкофја Лока.

## Становништво
У попису становништва из 2011. године, Годешич је имао 614 становника.
| Број становника према пописима | Број становника према пописима | Број становника према пописима |
| ------------------------------ | ------------------------------ | ------------------------------ |
| 1991                           | 2002                           | 2011                           |
| 613                            | 663                            | 614                            |

Напомена: Године 2012. умањено за део насеља који је припојен насељу Трата. Године 2016. извршена је мања размена територија између насеља Годешич и Горења вас-Ретече.